# Pumped Up Kicks
"Pumped Up Kicks" é uma canção da banda americana de indie pop Foster The People. Ele foi lançado como single em 14 de setembro de 2010 e após foi incluído no EP do grupo Foster the People EP e depois no álbum primeiro álbum de estúdio Torches. A canção foi escrita e gravada pelo vocalista Mark Foster, enquanto ele estava trabalhando como um escritor de jingle comercial. Contrastando com a composição musical otimista, a letra descreve pensamentos homicidas do jovem de uma matança. "Pumped Up Kicks" foi usada nas séries : Gossip Girl como tema de Blair e Chuck, Entourage entre outras.
A faixa recebeu uma atenção significativa depois de ser publicada online em 2010 como download grátis, e ajudou o grupo a fechar um acordo com a Columbia Records .

## Gravação
Logo após Mark Foster formar o Foster the People em 2009, ele compôs e gravou "Pumped Up Kicks" em cinco horas, enquanto trabalhava como redator de jingles comerciais em Mophonics em Los Angeles. A pensar que ele apenas estava gravando uma demo, ele tocou todos os instrumentos da música. Em última análise, a versão original de Foster é o que acabou sendo lançado. 

## Clipe
O clipe da música foi dirigido por Josef Geiger e apresenta a banda tocando em um show. Também há cenas de outros membros da banda jogando frisbee com um cachorro, surfando, jogando sinuca e gravando. O vídeo alcançou a posição 21 no MuchMusic Countdown no Canadá . O vídeo já recebeu mais de 890 milhões de visualizações no YouTube

## Faixas
| Versão de download digital do Reino Unido |                                         |         |  |
| N.º                                       | Título                                  | Duração |  |
| 1.                                        | "Pumped Up Kicks"                       | 3:58    |  |
| 2.                                        | "Pumped Up Kicks" (Chrome Canyon Remix) | 4:49    |  |

| Vinyl - Lado A |                                        |         |  |
| N.º            | Título                                 | Duração |  |
| 1.             | "Pumped Up Kicks"                      | 4:13    |  |
| 2.             | "Chin Music for the Unsuspecting Hero" | 3:26    |  |

| Vinyl - Lado B |                                  |         |  |
| N.º            | Título                           | Duração |  |
| 1.             | "Pumped Up Kicks" (A Capella)    | 4:13    |  |
| 2.             | "Pumped Up Kicks" (Instrumental) | 4:13    |  |